# × Pachyveria
× Pachyveria (F.Haage & E.Schmidt, 1926) è un genere di piante succulente appartenente alla famiglia delle Crassulacee. Si tratta di ibridi artificiali ottenuto dall'incrocio tra specie appartenenti i generi Pachyphytum ed Echeveria.

## Alcune specie
Il genere× Pachyveria conta al suo interno 15 specie di ibridi, tra le quali vi sono:
- × Pachyveria clavifolia[3] - ibrido ottenuto da Pachyphytum bracteosum ed Echeveria rosea, le sue foglie sono appuntite e acuminate, coperte di pruina biancastra.
- × Pachyveria pachyphytoides[4] - ibrido ottenuto da Pachyphytum bracteosum ed Echeveria gibbiflora "Metallica", è simile alla P. clavifolia ma ha un fusto grosso e carnoso che termina con rosette e le sue foglie sono coperte da pruina cerosa.
- × Pachyveria scheideckeri[5] - ibrido formato da Pachyphytum bracteosum ed Echeveria secunda, il suo fusto è più corto di quello di altre specie e le foglie sono molto carnose e strette, leggermente concave e di colore grigio-celeste.

## Coltivazione
La coltivazione dei questi ibridi va fatta con terra consistente e molto drenante, composta da terra concimata e sabbia grossolana. Questo tipo di pianta ama una posizione assolata che consentirà alla pianta di assumere un aspetto compatto e piuttosto basso. Le innaffiature dovranno essere piuttosto abbondanti durante l'estate e gradualmente ridotte durante l'inverno. La temperatura invernale non dovrà essere inferiore a circa 7 °C, anche se le piante sopportano temperature inferiori. La moltiplicazione avviene in periodo primaverile, per talea, staccando una rosetta apicale e mettendola a radicare in un letto di sabbia e torba ad una temperatura di circa 18 °C; il fusto da cui è stata staccata la rosetta, metterà altri germogli formando fusti nuovi. Molte delle piante coltivate sono simili all'una o all'altra specie da cui è stato composto l'incrocio e facilmente si sviluppano a forma di creste più o meno abnormi. Questo genere di piante è molto ricercata dai collezionisti e dagli specialisti.